# La Perpetua Virginidad de María

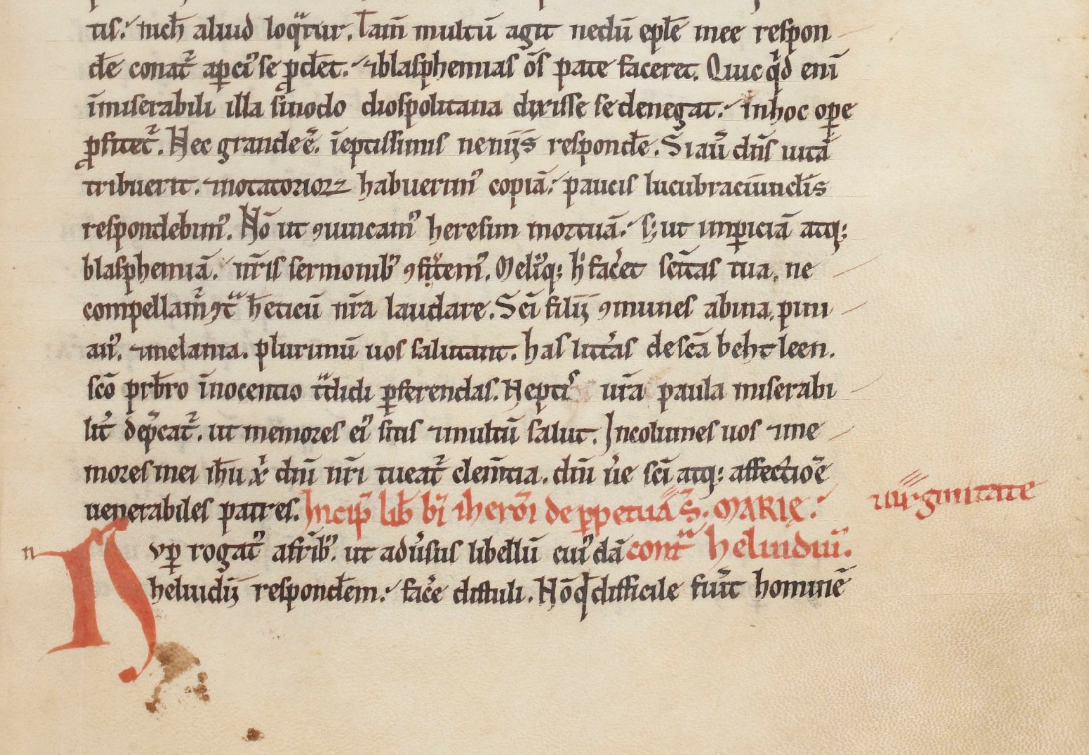
“Sobre la eterna virginidad de la Santísima María. En un manuscrito latino de 1101-1300.

La Perpetua Virginidad de María (Latín: De Virginitate Beatae Mariae) es una obra apologética escrita por san Jerónimo. Es una respuesta dirigida a Helvidio que fue el autor de un escrito alrededor del año 383 contra la creencia de la perpetua virginidad de María (la madre de Jesús).
San Jerónimo en su obra mantiene contra Helvidio tres argumentos:
1. Que José era sólo llamado como el esposo de María, pero no era el esposo de María ya que ambos fueron castos.
2. Que los llamados "hermanos" del Señor eran sus primos, y no sus hermanos de sangre.
3. Que la virginidad es mejor que el estado de casado.